# 禾髎穴
禾髎穴是属于手陽明大腸經的腧穴。

## 定位
鼻孔外緣直下，水溝（督26）旁開五分。

## 主治
鼻塞，鼻淵，不聞香臭，口噤不開。

## 操作
向上斜刺0.2～0.3寸。禁灸。